# Алифатические амины
Алифатические амины — разновидность органических соединений, принадлежащих к классу аминов, которая отличается содержанием алифатических заместителей у атома азота. Впервые простейшие алифатические амины (метиламины и этиламины) синтезировал Шарль Вюрц в 1849 году. Для их получения он гидролизовал соответствующие алкилизоцианаты, триалкилцианураты и алкилмочевины. Фундаментальное же изучение свойств, структуры и методов синтеза алифатических аминов провёл Август Вильгельм Гофман. Он же предложил термины "первичный", "вторичный", "третичный" для обозначения их структуры.
Природные амины обычно представляют собой достаточно сложные вещества, однако среди природных аминов встречаются и алифатические амины, например, путресцин и кадаверин, являющиеся продуктами разложения белков.
В 2000 году суммарное мировое производство алифатических аминов составило около 100 000 т. Таким образом, они являются одними из важнейших промышленных химических полупродуктов с весьма широкой областью использования. Среди прочего, это производство агрохимикатов (особенно, гербицидов), красителей, лекарств, поверхностно-активных веществ, пластиков и т. д.

## Промышленные методы получения

### Производство из спиртов
Самый распространённый способ промышленного получения низших алифатических аминов основан на реакции соответствующего спирта с аммиаком в присутствии подходящего катализатора. При этом всегда получается смесь первичных, вторичных и третичных аминов, поскольку образующийся первичный амин может вступать в реакцию с ещё двумя молекулами спирта. Это связано с большей нуклеофильностью продукта, по сравнению с аммиаком, а также с тем, что реакции образования вторичного и третичного амина экзотермичны и более энергетически выгодны, а реакция образования первичного амина примерно термонейтральна. Регулировать соотношение продуктов можно за счёт контроля условий реакции. Также, продукты, не имеющие коммерческой ценности, можно перерабатывать заново. За счёт этих приёмов можно довести выход целевого амина до 90 % и выше.
Ранее синтез аминов из спиртов проводился под действием катализаторов дегидратации (оксид алюминия, силикагель, оксид титана, оксид тория, смешанные оксиды, глины и цеолиты) при температуре 500 °C. В настоящее время эти катализаторы применяются только для синтеза метиламинов. Для синтеза более старших гомологов сейчас применяются катализаторы гидрирования — дегидрирования, основанные на никеле, кобальте, меди и железе, а также — в меньшей степени — платине и палладии. В таком процессе спирт, аммиак и водород пропускаются над катализатором, нанесённым на инертную подложку, при давлении 0,5—25 МПа и температуре 100—250 °С. Для смещения равновесия в сторону первичного амина используется избыток аммиака (от 2 до 8 эквивалентов).
Установлено, что на первой стадии процесса спирт дегидрируется до карбонильного соединения, которое затем реагирует с аммиаком, образуя имин или енамин. Последние затем гидрируются до амина.

### Производство из карбонильных соединений
В случае экономической целесообразности в качестве исходного соединения может использоваться не спирт, а карбонильное соединение. В первую очередь, такой подход применяется для низших альдегидов, которые в промышленности получают по реакции оксосинтеза и для ацетона, который образуется в кумольном синтезе фенола.
Как и в синтезе аминов из спиртов, образование амина происходит через имин, который получается по реакции аммиака с карбонильным соединением. Затем он гидрируется до соответствующего амина. Смесь, состоящая из карбонильного соединения, аммиака и водорода пропускается над катализатором. Существенным отличием данного процесса является то, что водород здесь используется как стехиометрический реагент, и поэтому требуется совершенно другое устройство реактора.

### Производство из нитрилов
Алифатические амины могут быть синтезированы из нитрилов методом каталитического гидрирования. Обычно в качестве катализаторов используются благородные металлы (палладий, платина, родий), никель, кобальт, а также железо. При этом благородные металлы позволяют провести реакцию в мягких условиях: 20—100 °С, 0,1—0,5 МПа, тогда как никелевые и кобальтовые катализаторы требуют температуры до 180 °С и давления в 25 МПа.

### Другие методы
Реакция алкилгалогенидов с аммиаком или аминами даёт аммониевые соли, которые под действием щёлочи высвобождают свободный амин. Этот традиционный для препаративной химии подход не нашёл широкого применения в промышленности. В настоящее время так получают лишь этилендиамин, гомологичные ему полиамины, аллиламин и некоторые малотоннажные лекарственные препараты. Причиной такому ограниченному применению служит отсутствие подходящих исходных материалов, коррозия, а также проблемы с контролем качества продуктов.
Восстановление нитросоединений также получило лишь ограниченное применение, поскольку исходные нитроалканы не очень широко доступны как исходный материал. В настоящее время этот метод применяется для синтеза 2-аминобутанола-1 — предшественника противотуберкулёзного препарата этамбутола.
Амины с третичным углеводородным заместителем, например, трет-бутиламин весьма трудно получить обычными методами. Их синтезируют по реакции Риттера, присоединяя циановодород к алкену в кислой среде. Процесс проводится при 30—60 °С, а получаемый полупродукт гидролизуется при 100 °С. Применение реакции Риттера весьма ограниченно, поскольку она включает использование токсичного циановодорода, вызывающего коррозию, а также образование существенного количества побочных солей (3,3 кг на 1 кг трет-бутиламина) и необходимость их утилизации.

## Общие химические свойства
Химические свойства алифатических аминов определяются наличием у атома азота неподелённой электронной пары, а также подвижностью атомов водорода у аминогруппы.

### Образование солей
Подобно аммиаку, алифатические амины образуют соли с кислотами. Поскольку амины содержат алкильные заместители, обладающие электродонорными свойствами, они являются более сильными основаниями, чем аммиак. Образующиеся соли хорошо растворимы в воде, но плохо — в органических растворителях, то есть их растворимость противоположна таковой для исходных аминов. С учётом этого свойства алифатические амины часто используются в химических реакциях в качестве акцепторов кислот. Также они находят применение как растворители для очистки газов и в некоторых экстракционных процессах.

### Образование амидов
При реакции с карбоновыми кислотами и их производными (сложными эфирами, ангидридами и галогенангидридами) алифатические амины образуют соответствующие замещённые амиды с очень хорошим выходом. Особенно высок выход для реакций с хлорангидридами, поскольку реакция весьма экзотермична. Напротив, реакция аминов с карбоновыми кислотами часто доходит только до образования аммониевой соли.
Аналогично, реакция аминов с сульфохлоридами (хлорангидридами сульфокислот) приводит к образованию сульфамидов. Например, реакция с бензолсульфохлоридом служит для различения первичных, вторичных и третичных аминов (реакция Хинсберга). Первичные амины образуют сульфамиды, растворимые в щёлочи. Вторичные амины дают сульфамиды, которые в щёлочи не растворяются. Третичные амины не реагируют в данных условиях.

### Реакции с карбонильными соединениями
В зависимости от условий реакции и конкретных соединений, амины реагируют с карбонильными соединениями с образованием иминов (в случае первичных аминов) либо енаминов (в случае первичных или вторичных аминов). Третичные амины в подобные реакции не вступают, а альдегиды реагируют быстрее кетонов. Промежуточные соединения — полуаминали — обычно нестабильны и не могут быть выделены. Получаемые имины и енамины являются промышленно важными соединениями, поскольку после гидрирования они приводят к новым аминам, содержащим большее количество заместителей.
Как частный случай подобных реакций, можно рассматривать взаимодействие аминов с диоксидом углерода, приводящее к образованию карбаминовой кислоты.

### Реакции алкилирования
Алифатические амины вступают в реакции с алкилгалогенидами и диалкилсульфатами, давая амины с большей степенью замещения. Так, первичные амины при алкилировании образуют смесь вторичных, третичных аминов и четвертичной аммониевой соли. Такая неселективность реакции объясняется тем, что продукты реакции являются более сильными основаниями, чем исходный амин, и легко вступают в реакции дальнейшего алкилирования. Тем не менее, такой метод может использоваться для синтеза третичных аминов.
Также алифатические амины алкилируются при реакции с эпоксидами. При этом в случае первичных аминов также образуется смесь продуктов моно- и диалкилирования, вторичные амины дают только продукт моноалкилирования, а третичные амины образуют четвертичные аммониевые соединения.

### Образование изоцианатов и мочевин
При реакции аминов с фосгеном вначале образуется соответствующих хлорангидрид карбаминовой кислоты, от которого далее отщепляется хлороводород, что приводит к образованию изоцианата. Если в реакционной смеси имеется избыток амина, происходит дальнейшая реакция с образованием замещённой мочевины. Данная реакция характерна для первичных и вторичных аминов. Часто она применяется в промышленном синтезе гербицидов, а также для получения полиуретанов.

### Окисление
В отличие от своих солей, свободные амины очень чувствительны к окислению и подвергаются ряду реакций под действием различных окислителей. Третичные амины окисляются пероксидом водорода до оксидов аминов, тогда как первичные и вторичные амины дают гидроксиламины и альдоксимы.
Окисление азотистой кислотой используется для различения первичных, вторичных и третичных аминов. Первичные амины в этих условиях подвергаются диазотированию и превращаются в спирты с выделением газообразного азота. Вторичные амины дают N-нитрозамины жёлтой окраски. Третичные амины обычно не вступают в эту реакцию.

## Хранение и транспортировка
Алифатические амины хранят в контейнерах из углеродистой или нержавеющей стали. Относительно небольшие количества можно хранить в стеклянной или керамической таре. Водные растворы аминов имеют щелочную реакцию и постепенно вытравливают стекло. Этиламин необходимо хранить под давлением, поскольку он газообразен при комнатной температуре. Изопропиламин (температура кипения 32,4 °С) хранят при охлаждении либо под давлением. Из соображений удобства при транспортировке эти амины производят в виде водных растворов (40 % или 70 %). Несмотря на то, что алифатические амины имеют практически неограниченный срок хранения, их необходимо оберегать от контакта с диоксидом углерода и атмосферной влагой.
Низшие алифатические амины горючи. Некоторые из них образуют взрывоопасные смеси с воздухом.

## Экономические аспекты
Общее производство алифатических аминов, включая жирные амины (с заместителями С7 и выше), но исключая метиламины, оценивается в 500 000 т ежегодно, из них 40 % получают в США и 30 % в Западной Европе. Основными производителями и поставщиками аминов в США являются Air Products, Hoechst Celanese и Elf Atochem; в Западной Европе — BASF, Elf Atochem, Hoechst Celanese и ICI.